# Olvoband
OLVO-Band is de afkorting van het Koninklijk Jeugdmuziekkorps Onze-Lieve-Vrouwecollege Oostende. Het is een Belgische muziekvereniging die het initiatief is van de katholieke secundaire school Onze-Lieve-Vrouwecollege Oostende.
In 1909 werd het eerste La musique du College gesticht, maar die fanfare eindigde met de Wereldoorlogen. In 1954 werd de fanfare dan heropgestart en in 1955 werd Marcel Moerman dirigent. Onder zijn leiding bloeide de OLVO-Band tot 1989. Hierna nam zijn zoon Wim Moerman de taak van dirigent over. In 2004 vierde de groep haar 50ste verjaardag en werd de titel "Koninklijk" toegekend.
In 2005 nam Arne Wyntin het dirigentstokje over van Wim. In 2012 gaf hij het terug door aan een muzikaal team met Jørgen Trauwaen, Tanguy Declercq en Bieke Standaert-De Metsenaere. In 2017 aanvaardde Virginie Vantyghem het dirigentschap. 

## Concertreizen
De OLVO-Band maakt regelmatig een concertreis naar het buitenland, waarbij diverse optredens worden verzorgd in een of meer plaatsen.
| Jaar | Land       | Locatie                               |
| ---- | ---------- | ------------------------------------- |
| 1974 | Oostenrijk | Stockach, Lechtal, Tirol              |
| 1977 | Oostenrijk | Bach, Lechtal, Tirol                  |
| 1979 | Italië     | Martell                               |
| 1981 | Frankrijk  | Gorges du Tarn                        |
| 1983 | Duitsland  | Ettlingen                             |
| 1985 | Italië     | Martello                              |
| 1987 | Oostenrijk | Oberau, Tirol                         |
| 1989 | Frankrijk  | Laguiole, Aveyron                     |
| 1991 | Oostenrijk | Admont                                |
| 1993 | Frankrijk  | Les Houches, Haute-Savoie             |
| 1995 | Italië     | Sankt Johann, Ahrntal                 |
| 1997 | Slovenië   | Bohinj                                |
| 1999 | Frankrijk  | Les Houches, Haute-Savoie             |
| 2001 | Spanje     | La Seu d'Urgell, Pyreneeën            |
| 2003 | Oostenrijk | Uderns, Zillertal, Tirol              |
| 2006 | Frankrijk  | Séez-les-Arcs, Haute-Savoie           |
| 2008 | Kroatië    | Fažana, Istrië                        |
| 2010 | Hongarije  | Szeged                                |
| 2012 | Oostenrijk | Saalbach-Hinterglemm, Salzburg        |
| 2014 | Zweden     | Uddeholm, Värmland                    |
| 2016 | Spanje     | Sant Joan de les Abadesses, Catalonië |
| 2018 | Frankrijk  | Missé, Deux-Sèvres                    |
| 2022 | Oostenrijk | Saalbach-Hinterglemm, Salzburg        |
| 2024 | Slovenië   | Portorož                              |

## Trivia
- De OLVO-Band nam 39 keer deel aan de Ieperse Kattenstoet. De Kattenstoet werd in 2015 voor de 44 keer georganiseerd.
- De OLVO-Band speelde voor koning Boudewijn in 1976, voor prins Filip en prinses Mathilde in 2000 en voor koningin Mathilde in 2016 ter ere van de doop van het schip Vole au Vent.